# Cooper (Maine)
Cooper – miasto w Stanach Zjednoczonych, w stanie Maine, w hrabstwie Washington.